# Sème
En sémantique, le sème est l'unité minimale de signification, non susceptible de réalisation indépendante. Le terme a été introduit par le linguiste belge Éric Buyssens (1910-2000), qui l'a défini à l'origine comme « tout procédé idéal dont la réalisation permet la communication ». Il a été repris ensuite dans le sens d'« atome de signification » par divers linguistes, dont Bernard Pottier. Ainsi, selon Todorov, « le sens d'un mot n'est pas une unité indivisible, mais composée, les mêmes sèmes se retrouvent tout au long du vocabulaire ».

## Sémantique
Le terme sème est synonyme de trait sémantique (en anglais : semantic feature) et se rencontre donc notamment chez les linguistes pratiquant l'analyse componentielle, ou analyse sémique. Cependant, « il faut veiller à ne pas confondre sème, et composant. Les sèmes constituent un sous-ensemble des composants, celui des composants distinctifs » (Martin, 1976, p.137).
Un sémème est un faisceau de sèmes correspondant à une unité lexicale.
Les sèmes ont une fonction distinctive (contrastive) dans le lexique. Au niveau d'un terme donné à l'intérieur d'un champ lexico-notionnel, chaque sème est positif (+), négatif (−), ou sans objet (∅).
- Exemple 1 [2] : L'analyse sémique rend compte de l'opposition chaise # fauteuil par l'adjonction au sémème chaise (composé des sèmes: 1. (+) avec dossier, 2. (+) sur pieds, 3. (+) pour une seule personne, 4. (+) pour s'asseoir) d'un sème supplémentaire :  5. (+) avec bras. D'où dans le Petit Robert 1990 : "Chaise : siège à pieds, à dossier, sans bras, pour une personne."
- Exemple 2. "homme" = "humain" + "mâle" + "adulte"[3].

## Analyse littéraire
La compréhension d'un texte au niveau de ses sèmes permet d'étudier l'isotopie de ce texte. La perception de ce niveau de sens dans un texte est parfois cruciale pour comprendre l'enjeu de ce dernier. Par exemple, dans le vers d'Éluard :

« L'aube allume la source »

on trouve l'isotopie du « commencement »,  sème commun aux trois termes aube, allumer et source.